# Германова, Ольга Михайловна
О́льга Миха́йловна Ге́рманова (род. 26 сентября 1961, село Пены, Беловский район, Курская область) — российский чиновник, политик, депутат Государственной Думы ФС РФ VII и VIII созыва, член комитета Госдумы по культуре, член фракции «Единая Россия». Член президиума регионального политсовета Курского отделения «Единой России». Из-за вторжения России на Украину, находится под международными санкциями Евросоюза, США, Великобритании и ряда других стран.

## Биография
В 1987 году окончила Курский государственный педагогический институт по специальности «учитель истории и обществоведения средней школы». Работала учителем в средней школе № 2 города Суджа Курской области, секретарём райкома ВЛКСМ Суджанского района, заведующей отделом Курского обкома ВЛКСМ.
С 1982 года по 1985 год — депутат Суджанского городского совета народных депутатов 18-го и 19-го созывов (избиралась от городского избирательного округа № 41).
В период 1992—1999 года работала в администрации Курской области. Занимала должности ведущего специалиста комитета по делам молодежи, физкультуре и спорту, заместителя начальника управления по делам молодежи.
В 1998—2000 годах была председателем координационного совета поисковых отрядов Курской области.
В 1999—2009 годах — заместитель председателя комитета по делам молодежи и туризму Курской области.
В период 2009 года по 2012 год — заместитель главы администрации города Курска.
В 2011—2012 годах — заместитель секретаря регионального политического совета Курского отделения партии «Единая Россия», в 2013 году возглавила социально-консервативную платформу регионального отделения.
14 октября 2012 года избрана депутатом Курского городского собрания пятого созыва по списку партии «Единая Россия» (номер 1 в общей части списка). 8 ноября на первом заседании депутаты Курского городского парламента избрали Ольгу Германову главой города Курска.
На выборах 18 сентября 2016 года Германова Ольга Михайловна была избрана депутатом Государственной Думы VII созыва в составе федерального списка кандидатов, выдвинутого Всероссийской политической партией «Единая Россия». Региональная группа № 23 — Белгородская область, Курская область, Орловская область. Член фракции «Единая Россия». Член комитета ГД по культуре.
19 сентября 2021 года избрана депутатом Государственной думы РФ VIII созыва от партии «Единая Россия» по Сеймскому одномандатному избирательному округу №110 (Курская обл.).

## Законотворческая деятельность
С 2016 по 2019 год, в течение исполнения полномочий депутата Государственной Думы VII созыва, выступила соавтором 32 законодательных инициатив и поправок к проектам федеральных законов.